# Ангенбитен
Ангенбитен (фр. Hangenbieten) — коммуна на северо-востоке Франции в регионе Гранд-Эст (бывший Эльзас — Шампань — Арденны — Лотарингия), департамент Нижний Рейн, округ Страсбур, кантон Ленгольсайм. До марта 2015 года коммуна административно входила в состав упразднённого кантона Мюндольсайм (округ Страсбур-Кампань).

## Географическое положение
Коммуна расположена на расстоянии около 390 км на восток от Парижа и в 11 км западнее Страсбура.
Площадь коммуны — 4,11 км², население — 1476 человек (2006) с тенденцией к росту: 1496 человек (2013), плотность населения — 364,0 чел/км².

## Население
Население коммуны в 2011 году составляло 1458 человек, в 2012 году — 1477 человек, а в 2013-м — 1496 человек.
| 1962 | 1968 | 1975 | 1982 | 1990 | 1999 | 2006 | 2008 | 2011 | 2012 | 2013 |
| ---- | ---- | ---- | ---- | ---- | ---- | ---- | ---- | ---- | ---- | ---- |
| 790  | 859  | 949  | 1000 | 1149 | 1299 | 1476 | 1481 | 1458 | 1477 | 1496 |

Динамика населения:

## Экономика
В 2010 году из 1032 человек трудоспособного возраста (от 15 до 64 лет) 812 были экономически активными, 220 — неактивными (показатель активности 78,7 %, в 1999 году — 74,2 %). Из 812 активных трудоспособных жителей работали 767 человек (391 мужчина и 376 женщин), 45 числились безработными (24 мужчины и 21 женщина). Среди 220 трудоспособных неактивных граждан 88 были учениками либо студентами, 78 — пенсионерами, а ещё 54 — были неактивны в силу других причин.

## Достопримечательности (фотогалерея)
- Здание мэрии-школы
- Шато
- Протестантская церковь
- Католическая церковь
- Дом приходского священника
- Старые здания
- На улице